# Verso sciolto
Nella metrica italiana, per verso sciolto s'intende un verso non rimato, cioè sciolto dalla rima, non legato ad altri dalla rima. Qualunque verso può trovarsi sciolto all'interno di una strofa e in tal caso è detto anche verso irrelato. Ma il verso sciolto per eccellenza nella nostra tradizione poetica, l'unico usato da solo in sequenze più o meno estese, è l'endecasillabo sciolto.

## Storia
La storia dell'endecasillabo piano sciolto attraversa tutta la storia della poesia italiana.
Si trova già nel poemetto satirico duecentesco Mare amoroso. Ma è nel Cinquecento che ha la sua consacrazione: Gian Giorgio Trissino lo adopera come metro eroico ne L'Italia liberata dai Goti (1547-48) e Annibal Caro lo usa per rendere l'esametro latino nella sua celebre traduzione dell'Eneide (edita postuma, 1581).
Da allora diventa il verso principe della traduttologia italiana: nel Seicento Alessandro Marchetti tradusse Della natura delle cose (edito postumo, 1717) di Lucrezio; nel Settecento, Anton Maria Salvini volgarizzò un'infinità di opere classiche greche, tutte in endecasillabi sciolti di scorrevole fattura, attirandosi la critica che sembrassero prosa; di grande impatto nell'ambiente letterario dell'epoca fu la traduzione dei Canti di Ossian di Melchiorre Cesarotti, ammirata e lodata anche all'estero; nell'Ottocento, Vincenzo Monti tradusse l'Iliade (1810), portando l'endecasillabo sciolto alla sua perfezione, e Ippolito Pindemonte l'Odissea (1822).
Intanto venne anche usato come metro lirico da Carlo Innocenzo Frugoni, Saverio Bettinelli e Andrea Cornaro, nei Versi sciolti di tre eccellenti moderni autori (1757), e come metro tragico dall'Alfieri. Ugo Foscolo compose il proprio capolavoro, Dei sepolcri (1807), in 295 endecasillabi sciolti; Giacomo Leopardi lo sublimò in alcuni dei Canti (è il metro de L'infinito). Manzoni lo usò in Urania (1809) e nel celebre prologo dei Promessi sposi, Pascoli nei Poemi conviviali (1904), Gozzano ne Le farfalle (1914).
Attualmente l'endecasillabo sciolto è l'unico verso tradizionale tuttora diffuso nella moderna poesia versiliberista.